# Chrysopa festana
Chrysopa festana is een insect uit de familie van de gaasvliegen (Chrysopidae), die tot de orde netvleugeligen (Neuroptera) behoort. 
Chrysopa festana is voor het eerst wetenschappelijk beschreven door Navás in 1932.